# Marcel Batigne
Pour les articles homonymes, voir Batigne.
Marcel Batigne, né à Graulhet le 5 septembre 1911 et mort le 6 avril 1990 à Toulouse, est un dirigeant sportif français.

## Biographie
Joueur de deuxième ou troisième ligne, il remporte le championnat de France Promotion de rugby à XV avec le Sporting club graulhetois en 1948. Il accède à la présidence du club en 1954 et la conserve jusqu'en 1971.
Le 3 décembre 1966, il est élu à la tête de la FFR, au terme du congrès de Clermont-Ferrand, en remplacement de Jean Delbert. Il arrive au pouvoir dans le contexte bien particulier d'une prise de pouvoir avec les « gros pardessus », Guy Basquet et Albert Ferrasse, à qui il laissera la présidence un an plus tard pour prendre celle de la FIRA de 1968 à 1989.
En 1976, il est le directeur de la tournée de l'équipe de France aux États-Unis.